# Kunji Kusaka
Pour les articles homonymes, voir Kusaka.
Kunji Kusaka (日下　賢二, Kusaka Kenji) est un graveur abstrait-géométrique japonais du XXe siècle, né en 1936 à Tsuyama (préfecture d'Okayama).

## Biographie
En 1961, il reçoit le prix du Nouveau Venu de l'académie nationale de peinture ; en 1963 et 1964, celui de l'Association japonaise de la gravure ; en 1964, le prix du Mérite Shell ; en 1966 celui du Musée d'art moderne de Tokyo lors de la Biennale internationale de l'estampe de Tokyo. En 1967, il figure à la Biennale de São Paulo.
Depuis 1965, son style abstrait géométrique se compose essentiellement de cercles réguliers et de couleurs vives dont la disposition confère un puissant sens du mouvement.